# Three Days (phim truyền hình)
Three Days (Hangul:쓰리 데이즈, tên tiếng Anh: Three Days) là bộ phim hành động-kinh dị Hàn Quốc với sự góp mặt của Park Yoochun, Son Hyun-joo, Park Ha-sun, Yoon Je-moon. Three Days được phát sóng trong tháng 3 vào thứ tư và thứ năm lúc 21:55. Câu chuyện nói về tổng thống Hàn Quốc có kỳ nghỉ tại biệt thự riêng với vệ sĩ cá nhân. Tổng thống đột nhiên mất tích sau ba phát súng. Các vệ sĩ phải tìm tổng thống trong ba ngày và hộ tống anh ta trở về một cách an toàn cho Nhà Xanh.

## Sản xuất
Phim Three Days được bắt đầu vào tháng 12 năm 2013. Bộ phim được cho là dự án lớn của SBS với hơn 10 tỉ won hoặc 10 triệu USD kinh phí sản xuất. Buổi đọc kịch bản đầu tiên được tổ chức vào 13 tháng 11 năm 2013. Vào 20 tháng 2013, SBS xác nhận Park Yoochun bắt đầu quay phim vào giữa tháng 1 năm 2014 do bộ quay bộ phim, Sea Fog. Bộ phim được xác nhận sẽ phát sóng vào 05 tháng 3 năm 2014.

## Diễn viên
- Park Yoochun vai Han Tae Kyung
- Son Hyun-joo vai Tổng thống Lee Dong Hwi
- Park Ha-sun vai Yoon Bo-Won (Cảnh sát viên)
- Yoon Je-moon vai Shin Kyu Jin (Thư ký trưởng)
- So Yi-hyun vai Lee Cha-Young (SWAT Team Agent)
- David No vai Ahn Gyeong Nam
- Jang Hyun-sung vai Ham Bong-Soo (Giám đốc Cơ quan An ninh của Tổng thống)

## Nhạc phim

### 3 Days OST phần 1
| STT | Nhan đề             | Trình bày     | Thời lượng |
| --- | ------------------- | ------------- | ---------- |
| 1.  | "Goodbye"           | Im Chang Jung |            |
| 2.  | "Goodbye" ("Inst.") | Im Chang Jung |            |

### 3 Days OST phần 2
| STT | Nhan đề                           | Trình bày   | Thời lượng |
| --- | --------------------------------- | ----------- | ---------- |
| 1.  | "It's You" ("그대라구요")         | Jung Eun Ji |            |
| 2.  | "It's You (그대라구요)" ("Inst.") | Jung Eun Ji |            |

### 3 Days OST phần 3
| STT | Nhan đề                                                                   | Trình bày     | Thời lượng |
| --- | ------------------------------------------------------------------------- | ------------- | ---------- |
| 1.  | "Love You, Erase You, Cry Again" ("널 사랑한다, 지운다, 또 운다")         | Shin Yong Jae |            |
| 2.  | "Love You, Erase You, Cry Again (널 사랑한다, 지운다, 또 운다)" ("Inst.") | Shin Yong Jae |            |

### 3 Days OST phần 4
| STT | Nhan đề                                     | Trình bày | Thời lượng |
| --- | ------------------------------------------- | --------- | ---------- |
| 1.  | "You're Calling Me" ("날 부르네요")         | Gummy     |            |
| 2.  | "You're Calling Me (날 부르네요)" ("Inst.") | Gummy     |            |

### 3 Days OST phần 5
| STT | Nhan đề                                                   | Trình bày    | Thời lượng |
| --- | --------------------------------------------------------- | ------------ | ---------- |
| 1.  | "Words That My Heart Shouts" (가슴이 소리치는 말)         | Kim Bo Kyung |            |
| 2.  | "Words That My Heart Shouts (가슴이 소리치는 말)" (Inst.) | Kim Bo Kyung |            |

### 3 Days OST phần 6
| STT | Nhan đề                             | Trình bày       | Thời lượng |
| --- | ----------------------------------- | --------------- | ---------- |
| 1.  | "Let's Forget..." (잊자...)         | Al Maeng (알맹) |            |
| 2.  | "Let's Forget... (잊자...)" (Inst.) | Al Maeng (알맹) |            |

## Đánh giá
| Năm 2014   | Năm 2014       | Năm 2014    | Năm 2014          | Năm 2014   | Năm 2014          |
| Tập #      | Ngày phát sóng | TNmS Rating | TNmS Rating       | AGB Rating | AGB Rating        |
| Tập #      | Ngày phát sóng | Toàn quốc   | Vùng thủ đô Seoul | Toàn quốc  | Vùng thủ đô Seoul |
| ---------- | -------------- | ----------- | ----------------- | ---------- | ----------------- |
| 1          | 5 tháng 3      | 12.8%       | 16.4%             | 11.9%      | 12.5%             |
| 2          | 6 tháng 3      | 12.3%       | 15.0%             | 11.1%      | 12.0%             |
| 3          | 12 tháng 3     | 12.5%       | 14.8%             | 11.7%      | 12.9%             |
| 4          | 13 tháng 3     | 14.5%       | 17.4%             | 12.7%      | 14.2%             |
| 5          | 19 tháng 3     | 13.0%       | 15.0%             | 12.2%      | 14.0%             |
| 6          | 20 tháng 3     | 12.8%       | 15.7%             | 12.9%      | 14.1%             |
| 7          | 26 tháng 3     | 12.4%       | 14.9%             | 11.3%      | 12.5%             |
| 8          | 27 tháng 3     | 12.1%       | 14.2%             | 11.0%      | 11.2%             |
| 9          | 2 tháng 4      | 11.3%       | 13.9%             | 10.4%      | 11.1%             |
| 10         | 3 tháng 4      | 12.2%       | 14.3%             | 11.9%      | 12.6%             |
| 11         | 9 tháng 4      | 12.0%       | 14.5%             | 11.3%      | 12.6%             |
| 12         | 10 tháng 4     | 12.2%       | 14.8%             | 12.0%      | 12.4%             |
| 13         | 16 tháng 4     | 10.5%       | 11.8%             | 11.1%      | 12.4%             |
| 14         | 17 tháng 4     | 11.5%       | 13.1%             | 11.9%      | 12.9%             |
| 15         | 23 tháng 4     | 10.9%       | 12.6%             | 12.3%      | 13.9%             |
| 16         | 24 tháng 4     | 13.2%       | 15.4%             | 13.8%      | 15.9%             |
| Trung bình | Trung bình     | 12.3%       | 14.6%             | 11.8%      | 13.0%             |

## Liên kết
- Website chính thức (tiếng Hàn)
- Three Days (phim truyền hình) tại HanCinema